# Лопухина, Анна Петровна
Светлейшая княжна А́нна Петро́вна Лопухина́, в замужестве княгиня Гага́рина (8 ноября 1777 — 25 апреля 1805) — русская дворянка, дочь крупного государственного деятеля – светлейшего князя П. В. Лопухина, фаворитка императора Павла I.

## Биография
Принадлежала к тому же дворянскому роду Лопухиных, что и первая жена Петра Великого. Дочь сенатора Петра Васильевича Лопухина (с началом её фавора ставшего светлейшим князем) от первого его брака с Прасковьей Ивановной Левшиной. Рано лишившись матери, она была воспитана мачехой, Екатериной Николаевной, урождённой Шетневой, женщиной малообразованной и не высокой нравственности.
Ещё во время коронации Павла состоялось знакомство старшего Лопухина, — бывшего вологодского и ярославского губернатора, «присутствующего» в московских департаментах Сената, — с императором, которому он смог продемонстрировать свои деловые качества: осведомленность в государственных делах и законах, умение быстро и эффективно работать с государственными документами и опыт управления. Его дочери — молодые барышни Лопухины, красивые брюнетки, 20 и 14 лет, заинтересовали московское общество и прибывший из Петербурга двор. В дни коронации на одном из балов Павел I обратил внимание на обеих юных красавиц, но отдал предпочтение старшей из сестёр — Анне. Павлу I представили на балу в Москве молодую Анну Лопухину с юности влюблённой в него до безумия, что ещё больше усилило интерес и его чувство к ней.
Анна, по свидетельству современников, «имела очаровательную головку, с огненными черными глазами, черные как смоль волосы и брови, прелестный рот и ослепительной белизны зубы, чрезвычайно мягкое и доброе выражение лица. Немного портил её только неправильной формы нос».
Младшая, Екатерина, которой было всего 14 лет, увлеклась цесаревичем Александром Павловичем и искала встреч с ним. Это возбудило в Москве много разговоров, и чтобы прекратить их, Павел I выдал её в том же году за гофмейстера Григория Александровича Демидова. Брак с одним из самых приближенных к императору лиц, богачом и меценатом, обеспечили Екатерине Петровне прекрасное положение в петербургском обществе.

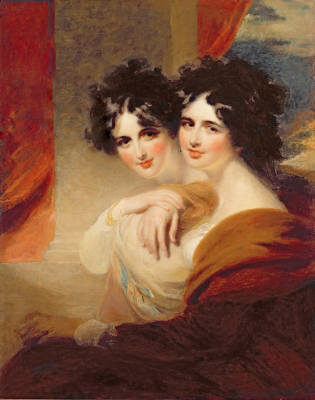
Портрет сестер Лопухиных в замужестве. Акварель кисти Харлоу 1804 года

## Фаворитка

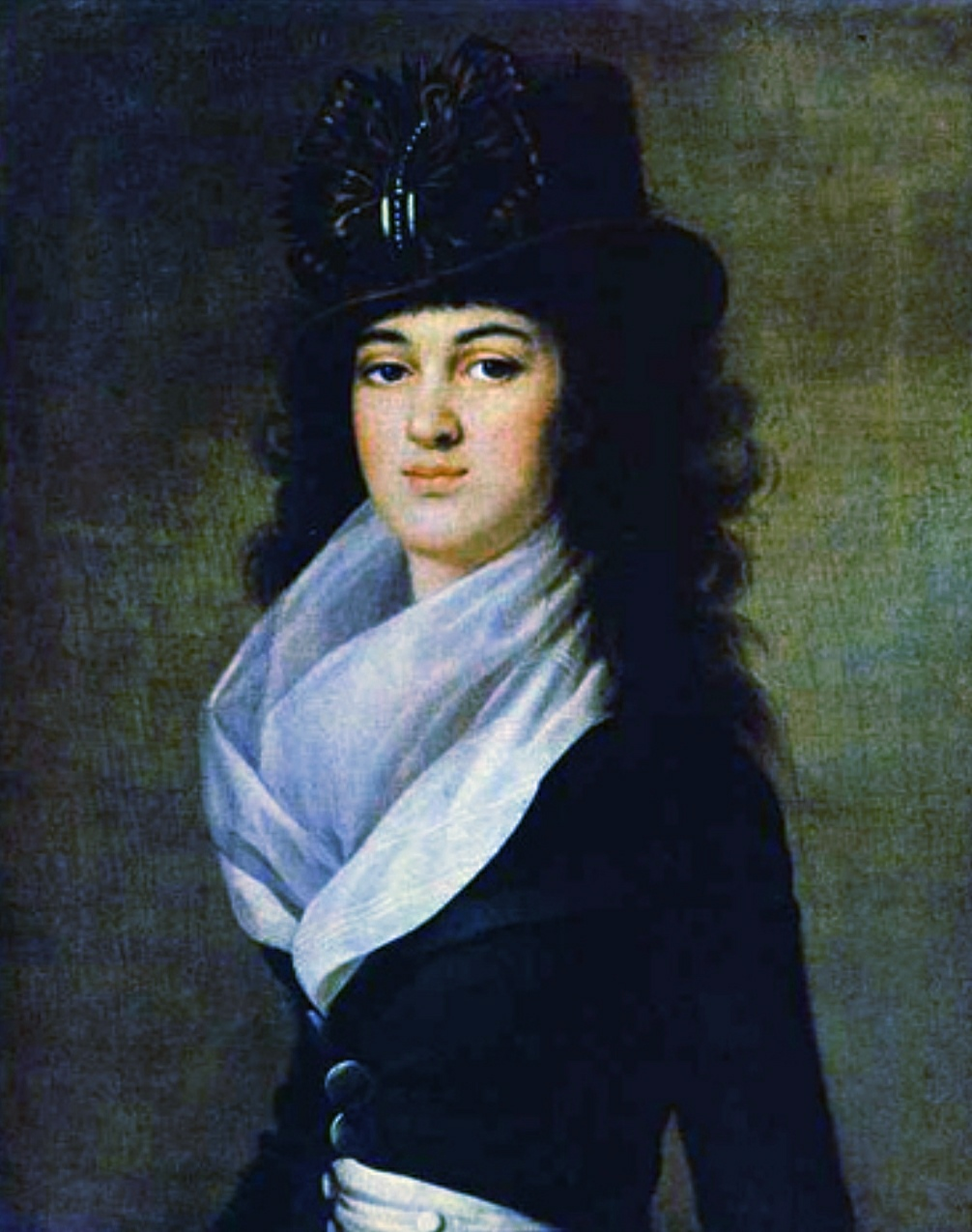
Портрет Анны Лопухиной кисти придворного живописца павловского двора Жан-Луи Вуаля

Император поручил Кутайсову вести переговоры с Лопухиными о приглашении их в Петербург. П. В. Лопухину было предложено два варианта: при согласии — княжеский титул и богатство; при отказе — опала и ссылка. Благоразумный родитель предпочел первый вариант. Узнав об этом, императрица написала Анне Петровне письмо с советом оставаться в Москве. Письмо это дошло до сведения Павла I и вызвало его негодование.
Осенью 1798 года состоялся переезд Лопухиных в Петербург. Им был подарен дом на Дворцовой наб., 10, купленный в казну у вице-адмирала де Рибаса. Лопухин был назначен генерал-прокурором и в 1799 году возведён в княжеское достоинство с титулом светлости, мачеха пожалована в статс-дамы, а виновница всех этих милостей 6 сентября 1798 года пожалована в камер-фрейлины, 14 декабря 1798 года — в кавалерственные дамы большого креста державного ордена св. Иоанна Иерусалимского и 22 февраля 1799 года — в кавалерственные дамы ордена св. Екатерины меньшого креста.
Очень тактичная и скромная, Лопухина старалась держаться вдали от придворных интриг и пользовалась своим влиянием на императора только для просьб о попавших в немилость или о наградах для кого-нибудь; при этом она часто действовала не убеждением, а плакала или дулась, пока не достигала желаемого. Павел был искренно привязан к ней и у неё отдыхал от трудов правления. Он открыто выказывал своё глубокое чувство к ней: её именем назвали крупнейший  самый современный тогда 130-ти пушечный линейный корабль «Благодать» (перевод на русский еврейского имени Анна), её же имя красовалось на знаменах гвардии.

Малиновый цвет, любимый Лопухиной, стал любимым цветом Павла, а значит, и двор стал отдавать ему предпочтение. Чтобы удовлетворить страсть Лопухиной к танцам, император часто давал балы. Она любила вальс, и этот танец, прежде запрещенный при дворе, благодаря ей был снова введен в моду. Так как обычный придворный костюм мешал Лопухиной танцевать, и она находила его недостаточно элегантным, то император отменил его, чем очень огорчил императрицу. Графиня В. Головина писала:
Лопухина имела красивую голову, но была невысокого роста, дурно сложена и без грации в манерах; красивые глаза, черные брови и волосы того же цвета, прекрасные зубы и приятный рот были её единственными прелестями; небольшой вздёрнутый нос не придавал изящества её физиономии. Выражение лица было мягкое и доброе, и действительно Лопухина была добра и неспособна ни желать, ни делать чего-либо злого, но в то же время она была недальнего ума и не получила должного воспитания.

## Замужество

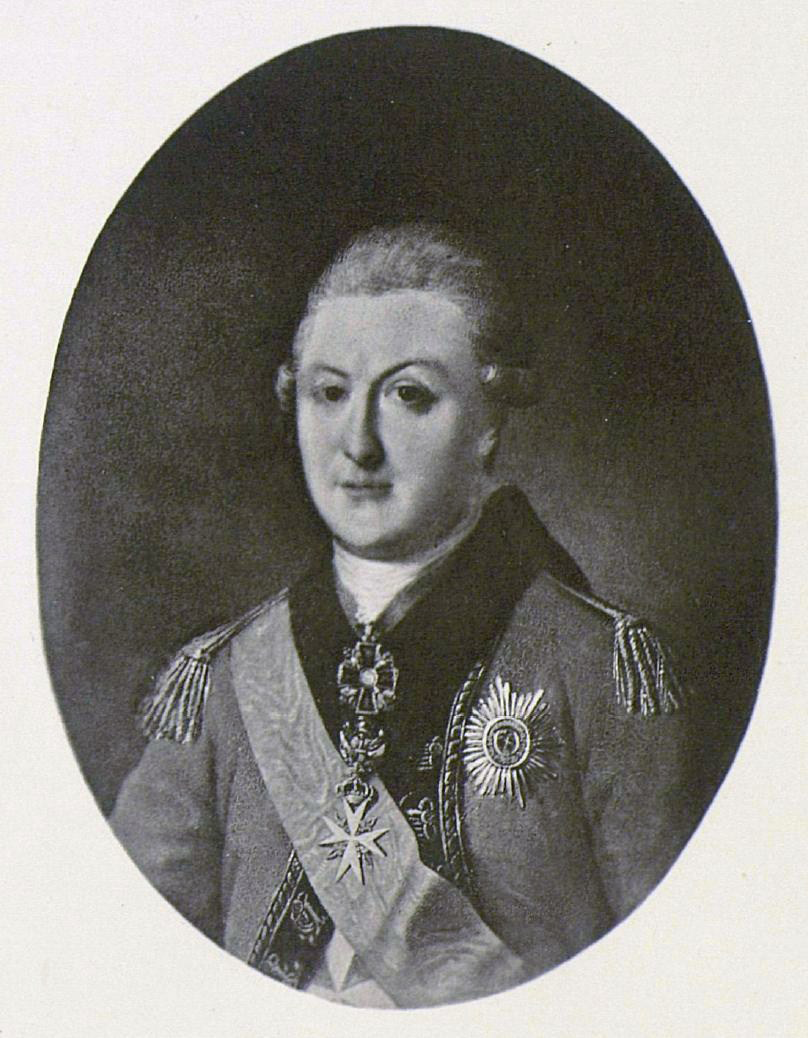
Павел Гаврилович Гагарин

Воодушевлённый рыцарскими чувствами к Анне, Павел I доходил до готовности не препятствовать её браку с человеком, которого она полюбит. Так, заподозрив нежное чувство с её стороны к Рибопьеру, он хотел устроить её брак с ним; через некоторое время Лопухина сама призналась Павлу I в любви к другу своего детства князю Павлу Гавриловичу Гагарину (1777—1850), находившемуся в Италии в армии Суворова (по свидетельству брата Анны Петровны, она открыла государю свою любовь, чтобы защититься от проявления слишком нежных чувств с его стороны). Павел I вызвал Гагарина из армии в Петербург, осыпал его наградами и устроил его брак с Лопухиной.
11 января 1800 года Анна Петровна как камер-фрейлина благодарила императрицу за разрешение выйти замуж, а 8 февраля состоялось бракосочетание. По выходе замуж она назначена была статс-дамой. Чувства Павла I к княгине Гагариной не изменились и после её брака, и она сохраняла своё высокое положение вплоть до убийства своего царственного поклонника в ночь с 11 на 12 марта 1801 года.
Александр I назначил Гагарина посланником при сардинском дворе, и супруги два года прожили в Италии. По-видимому, князь Гагарин женился только из расчёта, и после смерти Павла I отношения между мужем и женой совершенно испортились. Он плохо с ней обходился, заставил переписать на себя все её состояние. Гагарин не был верным супругом, в свете был всем известен его страстный роман с графиней М. Ф. Зубовой. В это же время у Анны Петровны была любовная связь с молодым князем Б. А. Четвертинским, братом фаворитки Александра I, с которым Анна познакомилась на острове Сардиния во время пребывания с мужем в Италии. В сентябре 1804 года корреспондент князя М. С. Воронцова писал:
В городе нового... Анна Петровна Гагарина брюхата, надеюсь, что не от князя Павла.
5 февраля 1805 года Гагарина родила (от Четвертинского) дочь по имени Александра, но вскоре, 25 апреля, скончалась от чахотки. Через несколько недель умер и младенец. Была погребена в Лазаревской церкви Александро-Невской лавры в Санкт-Петербурге. На могиле жены Гагарин велел высечь надпись: «В память моей супруге и благодетельнице». На что Н. И. Греч (1787-1867) в своих «Записках» замечал: «Уж хоть бы промолчал».

## Киновоплощения
- В киноленте «Поручик Киже» Анну Лопухину сыграла Нина Шатерникова.
- В киноленте «Бедный, бедный Павел» Анну Лопухину сыграла Юлия Маврина.
- В двенадцати серийном сериале "Павел. Первый и последний" Анну Лопухину сыграла Лолита Таборко.